# Шэнь Ицинь
Шэнь Ицинь (кит. 谌贻琴; род. в декабре 1959, Чжицзинь, Гуйчжоу) — китайская женщина-политик, Государственный советник Госсовета КНР с 12 марта 2023 года.
Член ЦК КПК 19 и 20-го созывов (с 2017 года).
Глава парткома КПК пров. Гуйчжоу с 2020 по 2022 гг., перед чем с 2018 года её губернатор, и. о. с 2017 года и вице-губернатор, с 2015 года замглавы парткома. Кандидат в члены ЦК КПК с 2007 года. В 2007—2015 гг. глава отдела пропаганды парткома. По состоянию на момент своего назначения на должность главы Гуйчжоу в 2020 году, она единственная женщина — глава провинциального парткома КПК.

## Биография
По национальности представительница народа бай. Трудовую деятельность начала в 1977 году. С 1985 года член КПК, кандидат в члены ЦК КПК с 2007 года.
С 1998 по 2001 год училась в ЦПШ в Пекине.
В 2007—2015 гг. глава отдела пропаганды парткома КПК пров. Гуйчжоу, с 2015 года замглавы парткома. С 2017 года вице-губернатор и и. о. губернатора провинции, с 2018 года губернатор, с 2020 по 2022 гг. — глава парткома КПК пров. Гуйчжоу. Стала третьей женщиной — главой провинциального парткома КПК (первая — Wan Shaofen, вторая — Сунь Чуньлань). По некоторому мнению, она может претендовать на членство в Политбюро ЦК КПК с 2022 года. C учётом того, что одно из мест в Политбюро занимает женщина, согласно одному из ИИ-исследований, Шэнь Ицинь является самым сильным кандидатом на него. (Подразумевается избрание после XX съезда КПК в октябре 2022 года.)
Работала в тесном сотрудничестве с протеже Си Цзиньпина Чэнь Миньэром.
12 марта 2023 года на 5-м пленарном заседании 1-й сессии Всекитайского собрания народных представителей 14-го созыва утверждена в должности Государственного советника Госсовета КНР.